# ميناء بوصاصو
ميناء بوصاصو ، المعروف أيضًا باسم ميناء بوصاصو، هو الميناء البحري الرسمي في بوصاصو ، العاصمة التجارية لمنطقة أرض البنط المتمتعة بالحكم الذاتي في شمال شرق الصومال. يتم تصنيفه كمنفذ رئيسي. والميناء يخدم منطقة أرض البنط ، ويعد واحدا من أكبر الموانئ وأكثرها ازدحامًا في الصومال. ويحتل المركز الأول في تصدير الماشية من الصومال.

## نظرة عامة
تم بناء ميناء بوصاصو الحديث خلال منتصف الثمانينات في عهد الرئيس محمد سياد بري لغرض شحن المواشي إلى الشرق الأوسط. في يناير 2012، تم إطلاق مشروع تجديد ميناء بوصاصو، حيث تم التعاقد مع (KMC) لتحديث الميناء. شهدت المرحلة الأولى من المبادرة تنظيف المواد غير المرغوب فيها من حوض بناء السفن وتم الانتهاء منها خلال شهر. تتضمن المرحلة الثانية إعادة بناء قاع البحر المجاور للميناء، بهدف استيعاب سفن أكبر.
في السادس من إبريل 2017 ، فازت موانئ دبي آند باسد بي آند أو بامتياز لمدة 30 عامًا لميناء بوصاصو في منطقة أرض البنط . وتم استثمار 136 مليون دولار أمريكي في تسهيلات متعددة الأغراض لإدارة وتطوير مشروع ميناء متعدد الأغراض في بوصاصو في ولاية أرض البنط الصومالية. سيتضمن «العمل على المشروع» بناء رصيف طوله 450 مترًا مع مساحة احتياطية تبلغ مساحته 5 هكتارات، حيث سيتم الحفر على عمق 12 مترًا مع أعمال الاستصلاح باستخدام غاطس التجريف. سيكون هناك أيضًا استثمارات كبيرة في تكنولوجيا المعلومات ونظام التشغيل الطرفي (TOS)، ورافعات الموانئ المتنقلة ومعدات مناولة الحاويات. سيتم أيضًا نقل المجتمع المحلي في منطقة الميناء.

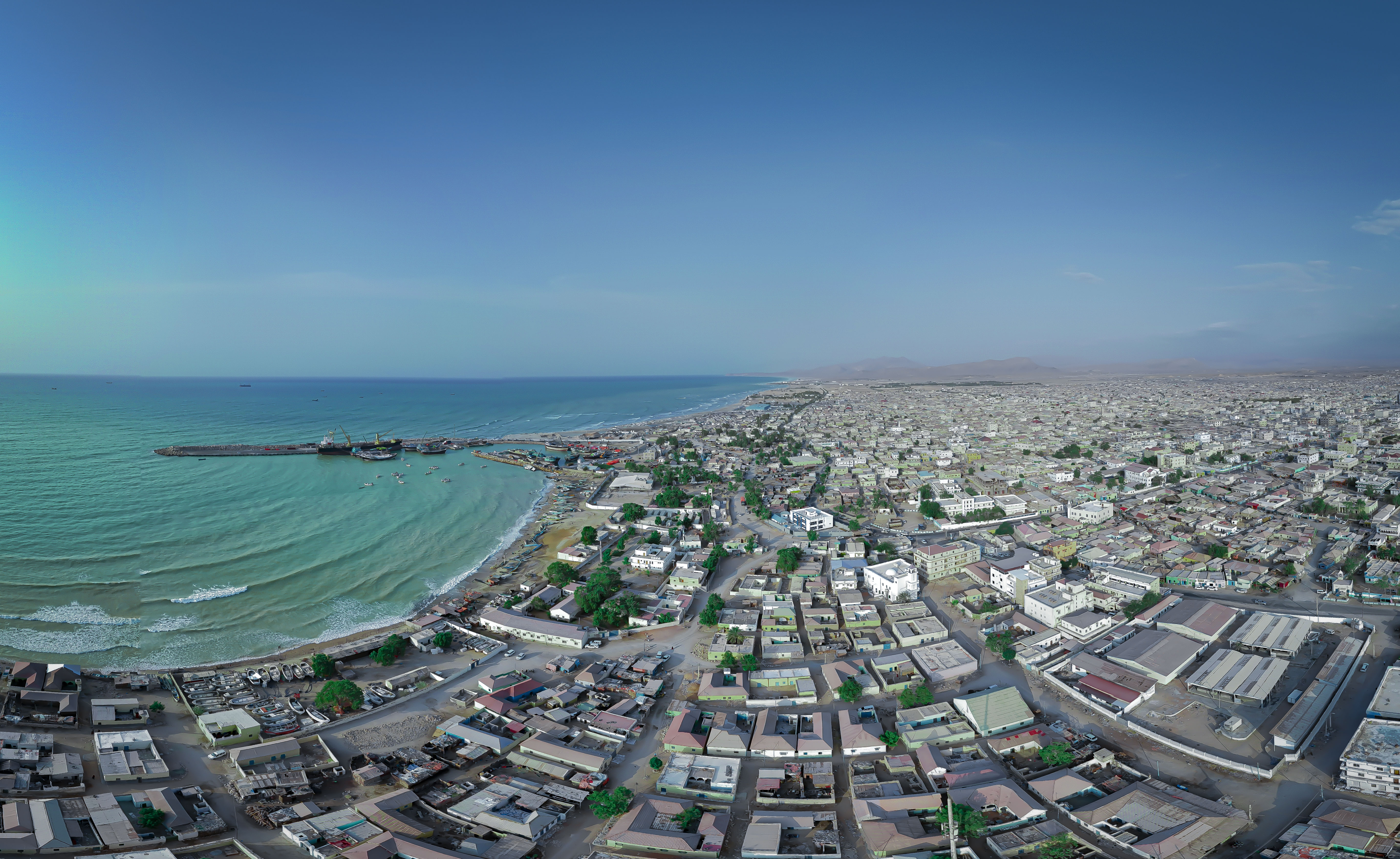
ميناء بوصاصو - أغسطس 2024